# 格兰-博尔达斯
格兰-博尔达斯（法語：Grun-Bordas，法語發音：[ɡʁœ̃ bɔʁdas]）是法国多尔多涅省的一个市镇，属于佩里格区。该市镇由格兰（Grun）和博尔达斯（Bordas）等村庄组成。

## 地理
格兰-博尔达斯（45°2'47"N, 0°39'8"E）面积12.28 平方千米，位于法国新阿基坦大区多爾多涅省，该省份为法国西南部内陆省份，是法國本土面积第三大的省，大致对应佩里戈尔地区，北起顺时针与夏朗德省、上维埃纳省、科雷兹省、洛特省、洛特-加龙省、吉倫特省和滨海夏朗德省接壤。
与格兰-博尔达斯接壤的市镇（或旧市镇、城区）包括：塞尔河畔圣保罗、圣迈姆德佩雷罗勒、布鲁、克雷桑萨克和皮索、杜维尔、韦恩河畔芒扎克、韦尔。
格兰-博尔达斯的时区为UTC+01:00、UTC+02:00（夏令时）。

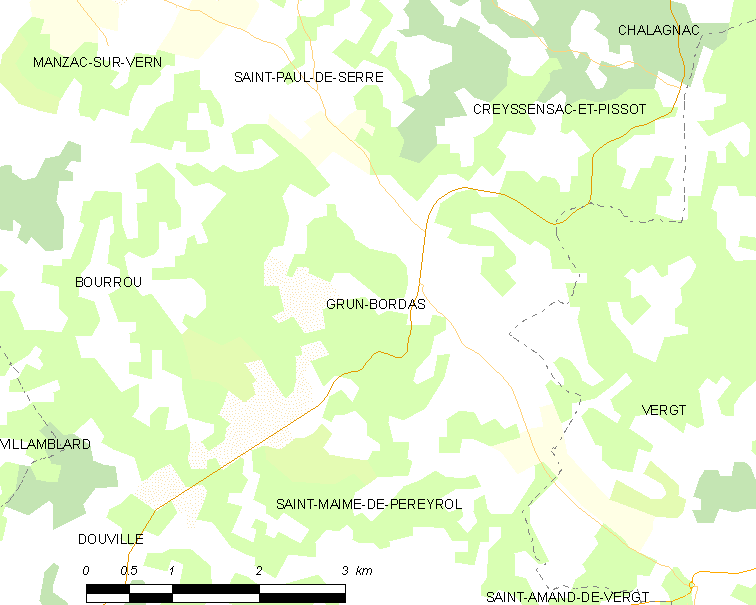
格兰-博尔达斯的OSM定位图

## 行政
格兰-博尔达斯的邮政编码为24380，INSEE市镇编码为24208。

## 政治
格兰-博尔达斯所属的省级选区为中佩里戈尔县。

## 人口

1962-2008年间格兰-博尔达斯人口变化图示

格兰-博尔达斯于2022年1月1日时的人口数量为247人。